# Stifftieae
Stifftioideae és una subfamília de les asteràcies. Comprèn una sola tribu, Stifftieae Panero & V.A. Funk, de cinc gèneres.